# Gare de Boves
La gare de Boves est une gare ferroviaire française des lignes Paris – Lille et Ormoy-Villers – Boves, située sur le territoire de la commune de Boves, dans le département de la Somme, en région Hauts-de-France.
Elle est mise en service en 1846, par la Compagnie du Nord.
C'est une halte voyageurs de la SNCF, du réseau TER Hauts-de-France.

## Situation ferroviaire

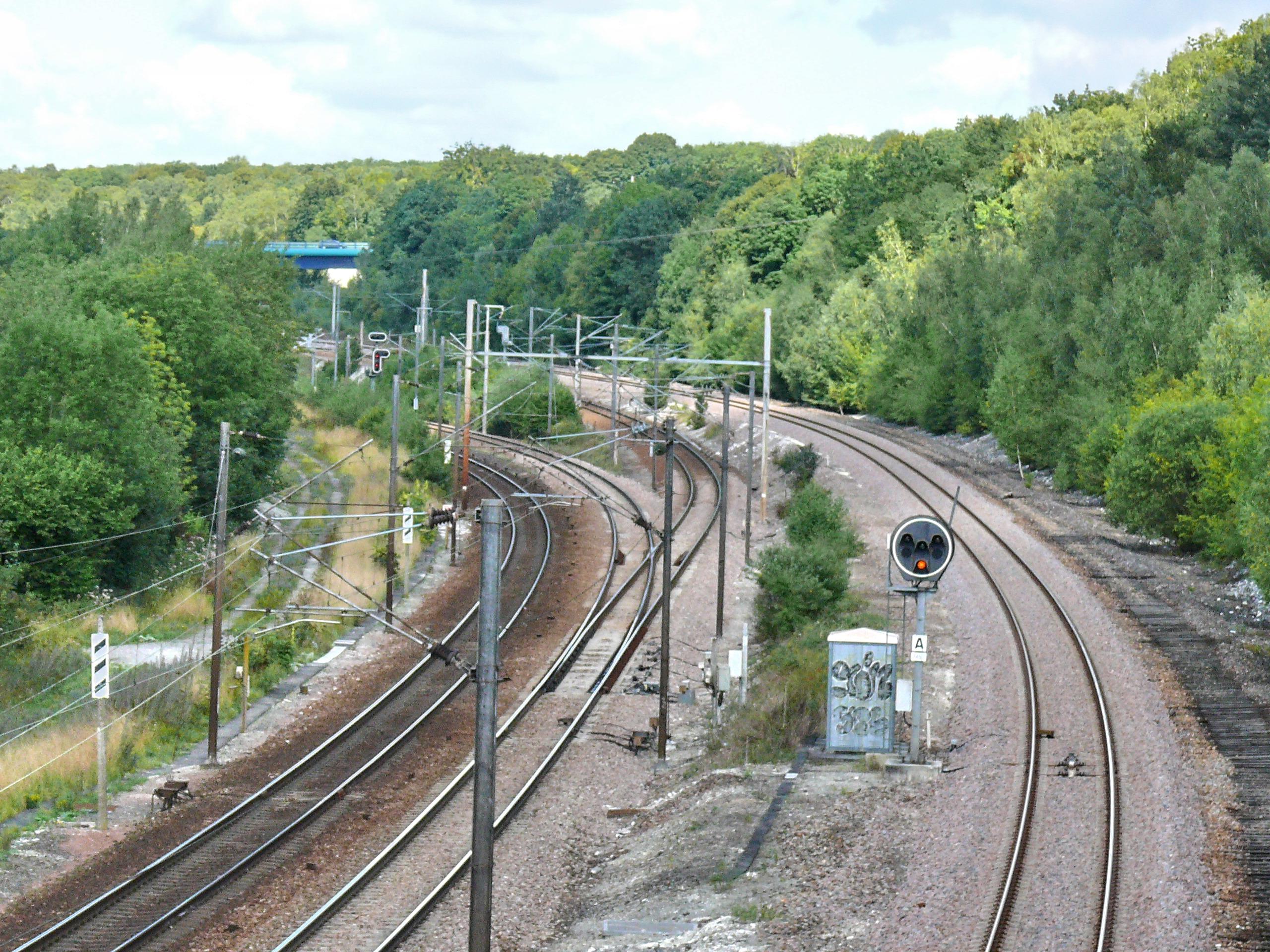
Entre les gares de Boves et de Longueau : les voies de la ligne Paris – Lille (à gauche) et la voie unique de la ligne Amiens – Compiègne (à droite).

Établie à 43 mètres d'altitude, la gare de Boves est située au point kilométrique (PK) 122,008 de la ligne de Paris-Nord à Lille, entre les gares de Dommartin - Remiencourt et de Longueau. C'est une gare de bifurcation, aboutissement (au PK 143,337) de la ligne d'Ormoy-Villers à Boves, après la gare de Thézy-Glimont.
Elle fait ainsi partie du cœur de l'étoile ferroviaire amiénoise (deux branches sur huit).

## Histoire

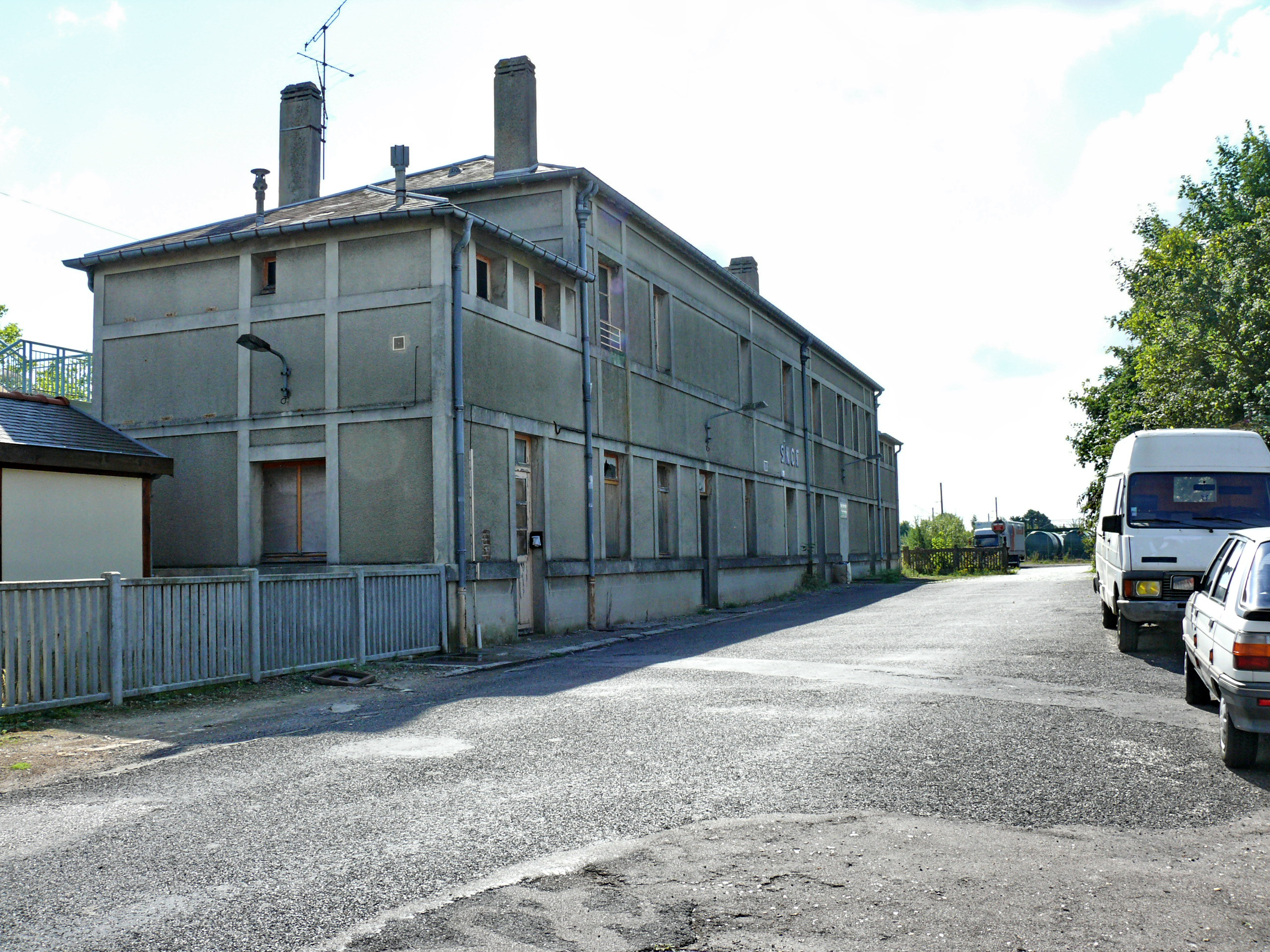
Ancien bâtiment voyageurs.

La « station de Boves », est officiellement mise en service le 21 juin 1846 par la Compagnie des chemins de fer du Nord, lorsqu'elle ouvre à l'exploitation sa ligne de Paris à Lille et Valenciennes. Elle est établie, entre les stations d'Ailly-sur-Noye et d'Amiens, à environ 139 kilomètres de Paris,.
Les voies sont électrifiées, sur la section de Creil à Longueau, le 5 novembre 1958.
La gare est également desservie par la voie unique de la ligne d'Ormoy-Villers à Boves, autrefois surnommée ligne du charbon et maintenant empruntée en partie par la relation de Compiègne à Amiens qui a bénéficié d'un programme d'amélioration financé dans le cadre du 12e contrat de plan État-région.
Les deux infrastructures ferroviaires sont désormais indépendantes, et plus aucun appareil de voie ne les relie dans le secteur de la gare. La cour aux marchandises est déferrée, et le personnel SNCF a été supprimé.
Outre les deux quais en service, il subsiste des vestiges d'un quai supplémentaire, qui desservait également la ligne de Compiègne lorsque celle-ci était à double voie, ainsi qu'on peut le constater sur des cartes postales anciennes datant du début du XXe siècle. Il existait également un quai militaire indépendant de 410 mètres qui a justifié la dénomination du chemin du quai militaire, celui-ci bordant l'est des infrastructures ferroviaires (ces quais militaires étaient obligatoires dans un certain nombre de gares pour des mises en place de véhicules militaires par desserte ferroviaire).

## Fréquentation
De 2015 à 2023, selon les estimations de la SNCF, la fréquentation annuelle de la gare s'élève aux nombres indiqués dans le tableau ci-dessous.
| Année     | 2015   | 2016   | 2017   | 2018   | 2019   | 2020   | 2021   | 2022   | 2023   |
| --------- | ------ | ------ | ------ | ------ | ------ | ------ | ------ | ------ | ------ |
| Voyageurs | 16 198 | 16 521 | 14 182 | 16 049 | 18 323 | 10 945 | 13 191 | 16 122 | 15 539 |

## Service des voyageurs

### Accueil
Halte de la SNCF, c'est un point d'arrêt non géré (PANG) à entrée libre.
Le passage d'un quai à l'autre s'effectue par une passerelle métallique qui surplombe les voies.

### Desserte
Boves est desservie par des trains omnibus TER Hauts-de-France, sur les lignes commerciales d'Amiens à Creil (P10) et d'Amiens à Compiègne (P23).

### Intermodalité
Des places de parking non aménagées sont disponibles près de l'entrée de la halte. Un abri à vélo est situé à l'entrée de la gare.
Par ailleurs, la gare est desservie par les bus de la ligne 13 — ainsi que la ligne scolaire T38 — du réseau « Ametis », à l'arrêt Général Leclerc.